# Massif du Gabizos
Le massif du Gabizos est un massif de montagnes de la chaîne des Pyrénées situé à cheval sur le département des Pyrénées-Atlantiques en région Nouvelle-Aquitaine et le département des Hautes-Pyrénées en région Occitanie, en France. Il mesure 7 km de long pour 4,5 km de large, et culmine au pic des Taillades à 2 692 mètres,,.
Le massif est une zone de haute montagne pour les Pyrénées, avec des sommets à plus de 2 500 m.
Géologiquement parlant, le relief se trouve au sud de la faille nord-pyrénéenne, ce qui classe le massif dans la zone axiale des Pyrénées. Les roches sont de nature sédimentaire (calcaires, pélites et grès) de la période du Dévonien inférieur et moyen.

## Géographie
| GR 10 Massif du Moulle de Jaout        | Col de Saucède Vallée de l'Ouzom    | Ruisseau Le Laün Massif du Granquet            |
| Vallée du Valentin Massif de Ger       | massif du Gabizos                   | Vallée d'Arrens Massif du Pic-du-Midi-d'Arrens |
| Vallée du Valentin Massif du Balaïtous | Vallée de Labas Massif du Balaïtous | Vallée d'Arrens Massif du Pic-du-Midi-d'Arrens |

### Principaux sommets

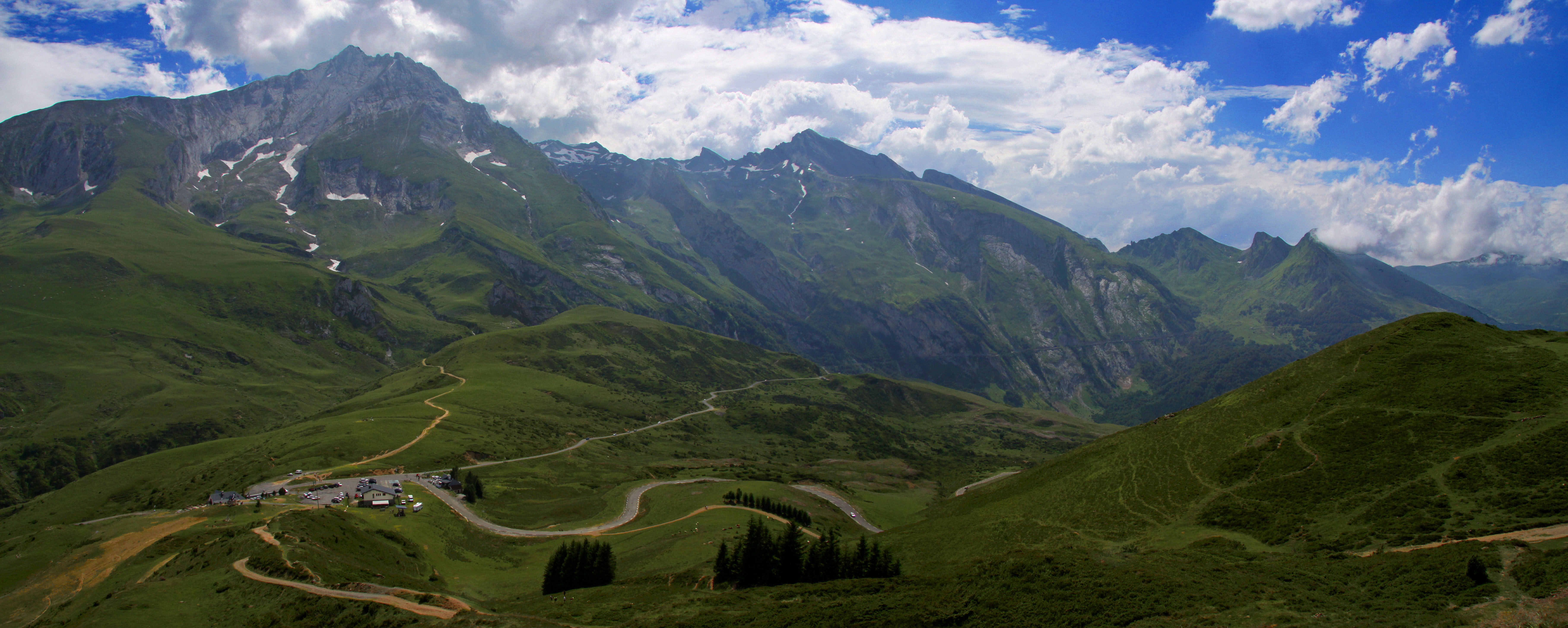
Vue de la zone sud du massif depuis le col du Soulor : pic de Gabizos à gauche et pic de la Latte de Bazen au centre.

| Sommet                               | Altitude (mètres) | Coordonnées                 |
| ------------------------------------ | ----------------- | --------------------------- |
| Pic des Taillades (ou Grand Gabizos) | 2 692             | 42° 55′ 58″ N, 0° 16′ 58″ O |
| Petit Gabizos (ou pic de Gabizos)    | 2 639             | 42° 56′ 21″ N, 0° 16′ 45″ O |
| Géougue d'Arrê                       | 2619              | 42° 55′ 03″ N, 0° 19′ 40″ O |
| Pic de Louesque                      | 2 554             | 42° 55′ 51″ N, 0° 17′ 52″ O |
| Pic de la Latte de Bazen             | 2 472             | 42° 56′ 46″ N, 0° 18′ 26″ O |
| Las Touergues                        | 2538              | 42° 56′ 32″ N, 0° 16′ 45″ O |

### Géologie
La zone se trouve au sud de la faille nord-pyrénéenne, ce qui classe le massif dans la zone axiale des Pyrénées.
Les roches actuelles de surface sont composées de strates géologiques issues de sédimentaire de type calcaires, pélites et grès formées au cours du Dévonien inférieur et moyen.
Au Paléogène, de −66 à −23 Ma, la remontée vers le nord de la plaque africaine entraîne avec elle la plaque ibérique. Celle-ci, coincée entre la plaque africaine au sud et la plaque européenne au nord, va entrer en collision avec elles, formant la cordillère Bétique au sud et la chaîne des Pyrénées au nord. Au niveau de la zone du massif du Gabizos, les roches sont alors progressivement comprimées et remontées en altitude entre −53 et −33 Ma durant l'Éocène, puis l'érosion enlève les roches sédimentaires pour ne laisser à nu que les roches plutoniques actuelles plus dures.

## Activités humaines

### Protection environnementale
Plusieurs ZNIEFF couvrent la zone dont principalement :
- ZNIEFF FR7300921 dite « Gabizos (et vallée d'Arrens, versant sud-est du Gabizos) »[6] ;
- ZNIEFF 730011627 dite « versant est du Gabizos »[7].